# Auroville
Auroville (Mesto zore) je »eksperimentalna« mestna občina v okrožju Viluppuram v državi Tamil Nadu v južni Indiji. 
Leta 1968 ga je ustanovila Mirra Alfassa (odtlej znana kot Mati), oblikoval pa ga je arhitekt Roger Anger.  Auroville je zamišljen kot univerzalno mesto, v katerem bi moški in ženske z vsega sveta lahko živeli v miru in slogi, nad vsemi verami, politikami in narodnostmi. Namen Aurovilla je uresničiti človeško enotnost.

## Zgodovina
Auroville je bil 28. februarja 1968 ustanovljen kot projekt Združenja Sri Aurobindo. 
Že prej omenjena Mati je upala, da bo Auroville prispeval k "napredku človeštva naproti bleščeči prihodnosti z združevanjem ljudi dobrih namenov, ki se zavzemajo za boljši svet". Hkrati pa naj bi takšna skupnost dobro vplivala na indijski preporod (ref. Mother's Agenda, Št. 9, 3. februar 1968), zato je občino podprla tudi indijska vlada. Leta 1966 se je podpori pridružil tudi UNESCO, ki je države povabil k sodelovanju pri razvoju Aurovilla.
Na slovesnosti ob odprtju Aurovilla, ki so se je udeležili predstavniki 124 narodov, je Mati v ustanovni listini zapisala štiri točke, v katere je ujela svojo vizijo bivanja v slogi:
1. Auroville ne pripada nikomur. Auroville pripada človeštvu kot celoti. Da bi lahko živel v Aurovillu, mora posameznik služiti božanski zavesti.
2. Auroville je kraj neskončnega izobraževanja, stalnega napredka in mladosti, ki se nikoli ne postara.
3. Auroville naj bo most med preteklostjo in prihodnostjo. Z izkoriščanjem zunanjih in notranjih odkritij Auroville odločno stopa proti prihodnjim uresničitvam.
4. Auroville naj bo kraj materialnega in duhovnega raziskovanja za utelešenje dejanske človeške enotnosti.

## Matrimandir
Na sredi mesteca stoji Matrimandir, označen kot »izjemen in izviren arhitekturi dosežek«, ki si ga je Alfassova zamislila kot »simbol božanskega odgovora na človeško stremenje k popolnosti«. Znotraj Matrimandirja je obvezna tišina, saj to zagotavlja mir v prostoru in območju okrog njega, ki se ustrezno imenuje Območje miru Arhivirano 2010-04-09 na Wayback Machine.. Območje miru, na katerem se nahaja struktura, karakterizirajo tri glavne značilnosti: sam Matrimandir s svojimi 12 vrtovi, 12 cvetnimi listi in bodočimi jezeri, amfiteater in drevo banjanovec.
Znotraj Matrimandirja zavito stopnišče vodi v klimatiziran prostor iz loščenega belega marmorja, »kraj za iskanje zavesti«. Na sredini je 70 cm velika kristalna krogla, na katero sveti sončni žarek z vrha stavbe. Po besedah Alfasse je to »simbol prihodnje realizacije«. Ko ni sonca, in po sončnem zahodu namesto sončnega žarka na kroglo sveti žarek iz luči na sončno energijo.
Matrimandir ima lastno sončno elektrarno, obkrožajo ga negovani vrtovi.
Iz Matrimandirja se širijo štiri območja mesta: stanovanjsko območje, industrijsko območje, kulturno in izobraževalno območje ter mednarodno območje. Okrog mesta leži zeleni pas, v katerem se nahajajo območja za raziskovanje in ohranjanje okolja, tam so kmetije in gozdovi, botanični vrt, semenarna, zdravilne rastline in zelišča, vodnjaki ...

## Vlada, sistem zaupanja
Mati je večkrat opozorila na nevarnost, da bi Auroville padel pod kontrolo Indijske vlade, kar se je tudi zgodilo le nekaj let po njeni smrti, sledil je dolgotrajen konflikt med Auroviljci in Združenjem Šri Aurobindo.
Auroville upravlja sklad Auroville, ki ga je z zakonom sprejel indijski parlament. Tajništvo Fundacije Aurovilee je z njim odgovorno za potrditvev/zavrnitev prošnje posameznika za status članstva. Ministrstvo za razvoj človeških virov imenuje upravni odbor, ki nato imenuje nekaj ključnih odborov, kot so skupine za usklajevanje skladov, premoženja, proračuna, l'Avenir (urbanistični organ). Fundacija, tako v celoti pod nadzorom indijske vlade, ima trenutno v lasti približno polovico celotnega zemljišča. Preostala zemljišča se kupujejo, ko so na voljo sredstva.
V Aurovillu idejno politika in vera ne obstajata. Hiše so v lasti sklada in ne prebivalcev.
Leta 2004 je tedanji predsednik Indije dr. A.P.J. Abdul Kalam obiskal Auroville in izrazil izjemno spoštovanje in moralno podporo Auroville. V januarju 2008, je tudi sedanja predsednica Indije, gospa Pratibha Patil obiskala Auroville in izrazila globoko spoštovanje vizije in delo Auroville. »Usoda Indije je, da podpre to delo za prihodnost človeštva,« so bile njene zaključne besede v govoru ob 40. obletnici Auroville.
Osrednji dokumenti, ki opredeljujejo vizijo Auroville, so naslednji:
- Sanje Arhivirano 2010-03-23 na Wayback Machine.
- Ustanovne točke Arhivirano 2010-04-17 na Wayback Machine.
- Biti pravi Aurovilijec Arhivirano 2010-03-15 na Wayback Machine.

## Družba in populacija
Čeprav je bil Auroville najprej načrtovan za 50.000 ljudi, jih tam sedaj prebiva 2.007 (1.553 odraslih in 454 otrok), ki so 44 narodnosti, od tega jih ima 836 Indijske korernine. Skupnost je razdeljena v soseščine z imeni v angleščini, sanskrtu, francoščini in tamilščini, kot npr. Aspiration,  Arati, La Ferme in Isaiambalam..

## Arhitektura, tehnologija, in izobražervanje
Glede na spletno stran Auroville, »The dream of building a new city for the future on a clean slate, with the purpose of promoting research and experimentation alongside integral development, has been attracting architects and students of architecture from all over the world ever since Auroville´s inception in 1968. Not having pre-defined by-laws or being bound by the conventions of human society has allowed a multitude of expressions to manifest in the course of Auroville´s development, as natural extensions of the quest for the new.«
Satprem Maïni je francoski arhitekt Aurovilla, direktor Zemeljskega inštituta Auroville in predstavnik Indije ter Južne Azije v »UNESCO Chair Earthen Architecture, Constructive Cultures and Sustainable Development«. Satprem in drugi aurovillijski arhitekti so bili za njihovo delo v in izven Auroville dobili veliko nacionalnih in mednarodnih priznanj.
Nekateri javni vodnjaki za pitje imajo »dinamizirano« vodo, ki jo izboljšujejo z izpostavljanjem zvokom Bacha in Mozarta.
Pod okriljem Sri Aurobindo International Institute of Educational Research (SAIIER), vodi Auroville različne izobraževalne ustanove znotraj in v okolici Aurovilla.

## Ekonomija
Namesto papirnatega in kovanega denarja prebivalci stroške plačujejo prek bančnega računa, obiskovalci pa si morajo priskrbeti začasen račun. Novi prišleki morajo prispevati vsaj toliko, da pokrijejo lastne stroške vsaj za prvo leto bivanja. 
Vsak prebivalec si mora najti delo, s katerim koristi skupnosti.
Auroville trenutno nima dovolj sredstev za zagotavljanje brezplačne nastanitve za novince, ki pridejo v Auroville. Od njih se zato pričakuje, da bodo finančno prispevati h gradnji svoje hiše v Auroville. Hiša je lahko preprosto ena soba ali apartma, oz. če je potrebno tudi večja. Tako stanovanjski stroški predstavljajo največji del stroškov za novince, čeprav so v teku dolgoročna prizadevanja, ki zagotavljajo brezplačno nastanitev za Aurovilijce, ki so dokazali svojo zavezanost k napredku Auroville.
Prebivalci Auroville naj bi prispevali mesečni prispevek k skupnosti. Skupnosti lahko pomagajo z delom, denarjem ipd. »Prispevek gostov«, dnevne pristojbine, ki jih plačajo gostje Auroville, predstavljajo del proračuna Auroville. Od skupnosti lahko tisti Aurovilijci, ki potrebujejo mesečne preživnine (indijska vlada upokojenim ne plačuje pokojnin), ki pokrivajo osnovne življenjske potrebščine, dobijo pomoč. Gospodarstvo Auroville (in  celotno življenje razvijajoče se skupnosti) tako poskuša priti bliže viziji.
Kot navaja Auroville Today Arhivirano 2012-02-07 na Wayback Machine., obstajata še dve oviri in sicer pomanjkanje možnosti za delo in nizka stopnja `vzdrževanja´. Auroville ima le majhno gospodarsko osnovo in priseljenci pogosto ne morejo najti primernega dela v poslovnih enotah ali storitvenih dejavnostih. Nadomestiki za plače so nizki (5000 Rs)
Čeprav indijska vlada nadzoruje Fundacijo Auroville, financira le majhen del proračuna Auroville. Vanj večinoma prispevajo posamezniki z donacijami in komercialna podjetja (gostišča, gradbeništvo, informacijske tehnologije, izdelava umetelnega papirja in paličic s kadili), ki prispevajo ⅓ svojih prihodkov v Centralni fond Auroville. 
Poleg tega se ukvarjajo tudi s pogozdovanjem, ekološkim kmetovanjem, osnovnimi izobraževalnimi raziskavami, varovanjem zdravja, razvojem okoliških vasi, uporabno tehnologijo, urbanizmom, upravljanjem z vodo, kulturnimi dejavnostmi in storitvami za skupnost.

## Lega
Auroville je sestavljen iz skupka nepremičnin približno 12 km severno od Pondicherrya. Najenostavneje ga je doseči iz ceste East Coast Road (ECR), ki povezuje Chennai in Pondicherry. Center za obiskovalce in Matrimandir je mogoče doseči s potovanjem osem kilometrov proti zahodu od označenega odcepa na ECR. Pot proti vzhodu vodi neposredno na zasebno plažo Auroville imenovano Repose, ki je le nekaj sto metrov od samega mesta.

## Komunikacija in mediji
Prek spletne strani Auroville je možno dostopati do časnikov in revij Arhivirano 2006-08-30 na Wayback Machine. ter tako odprtih kot zaprtih forumov za različne projekte, interese, organizacije ter oznanjanj, ki sestavljajo življenje skupnosti. 
Auroville ima majhno vendar namensko skupino »OutreachMedia«, ki skrbi za obiske novinarjev in (foto)reporterjev. Njihov osnovni cilj je, da vsi novinarji dobijo uradne in najnovejše ter relevantne informacije iz pravih virov, tako0 da je njihov obisk lahko ploden in konstruktiven.
BBC je maja 2008 posnel kratek 10-minutni prispevek o Auroville, ki je bil predvajan na TV, radiju in prikazan na spletni strani Reportaža je postavila ideje ustanoviteljem nasproti obtožbam, da skupnost tolerira pedofilijo v šolah za lokalno prebivalstvo. Auroville se je BBCju pritožil, da je bila reportaža pristranska, neresnična ter v nasprotju z uredniško politiko BBCja. BBC je vse obtožbe zanikal. Auroville je v šole kasneje vpeljal izobraževalni program za ozaveščanje problema spolnih zlorab.